# Wim Crusio
Wim Crusio (født 20. december 1954 i Bergen op Zoom, Nederlandene) er en nederlandsk neurobiolog og adfærdsmæssig genetiker. Han er "Directeur de recherche" på Centre National de la Recherche Scientifique i Talence , Frankrig.
Crusio tog hans mester ved Radboud Universitet Nijmegen i 1979. Han fik sin doktorgrad i 1984 med en afhandling inden for adfærdsmæssig genetik, botanisk taksonomi og plantesociologi. Støttet af Alexander von Humboldt forskningsstipendiat arbejdede Crusio fra 1984 til 1987 som postdoc forsker ved Ruprecht-Karls-Universität Heidelberg. I 2000 var han professor i psykiatri ved University of Massachusetts Medical School i Worcester, Massachusetts.
Fra 2002 til 2011 var han chefredaktør for det videnskabelige tidsskrift Genes, Brain and Behavior og siden 2017 for Behavioral and Brain Functions.